# Senatorowie X kadencji Senatu Rzeczypospolitej Polskiej
Senatorowie X kadencji Senatu Rzeczypospolitej Polskiej – senatorowie wybrani podczas wyborów parlamentarnych, które odbyły się w dniu 13 października 2019.
Pierwsze posiedzenie odbyło się 12 i 13 listopada 2019, a ostatnie, 67. – 6 i 7 września 2023. Kadencja Senatu trwała od 12 listopada 2019 do 12 listopada 2023.
100 senatorów wyłoniono w okręgach jednomandatowych na zasadzie większości względnej.
Kluby i koła na pierwszym posiedzeniu Senatu X kadencji i stan na koniec kadencji.
| \| Ugrupowanie polityczne \| Ugrupowanie polityczne \| XI 2019 \| XI 2023 \| +/− \| \| ---------------------- \| --------------------------- \| ------- \| ------- \| --- \| \| \| Prawo i Sprawiedliwość \| 48 \| 45 \| 3 \| \| \| Koalicja Obywatelska \| 43 \| 40 \| 3 \| \| \| Koalicja Polska[c] \| 3 \| 4 \| 1 \| \| \| Lewica[d] \| 2 \| 1 \| 1 \| \| \| KS Niezależnych[e] \| – \| 3 \| – \| \| \| Polska 2050[f] \| – \| 1 \| – \| \| \| Senatorowie niezrzeszeni[g] \| 4 \| 3 \| 1 \| \| Razem \| Razem \| 100 \| 98 \| 98 \| | Podział 100 mandatów: Lewica: 2 KO: 43 KP: 3 PiS: 48 Niezrz.: 4 |         |         |     |
| Ugrupowanie polityczne | Ugrupowanie polityczne                                          | XI 2019 | XI 2023 | +/− |
| | Prawo i Sprawiedliwość                                          | 48      | 45      | 3   |
| | Koalicja Obywatelska                                            | 43      | 40      | 3   |
| | Koalicja Polska                                                 | 3       | 4       | 1   |
| | Lewica                                                          | 2       | 1       | 1   |
| | KS Niezależnych                                                 | –       | 3       | –   |
| | Polska 2050                                                     | –       | 1       | –   |
| | Senatorowie niezrzeszeni                                        | 4       | 3       | 1   |
| Razem | Razem                                                           | 100     | 98      | 98  |

## Dane zbiorcze o senatorach wybranych 13 października 2019
Przynależność do partii politycznych deklarowało 82 senatorów: 38 – Prawo i Sprawiedliwość, 35 – Platforma Obywatelska RP, po 2 – Polskie Stronnictwo Ludowe, Porozumienie i Solidarna Polska, po 1 – Polska Partia Socjalistyczna, Unia Europejskich Demokratów i Wiosna; 18 senatorów było bezpartyjnych.
W izbie zasiadły 24 kobiety i 76 mężczyzn. 80 senatorów posiada już doświadczenie parlamentarne, w tym: 41 było wcześniej wyłącznie senatorami; 17 – senatorami i posłami na Sejm RP; 1 – senatorem i posłem do Parlamentu Europejskiego; 2 – senatorem, posłem na Sejm i do PE; 12 – wyłącznie posłami na Sejm; 7 – posłem na Sejm i do PE, 20 wybrano do parlamentu po raz pierwszy.
Średnia wieku senatorów wynosiła 58 lat (4 senatorów w wieku poniżej 40 lat, 18 – 40–49 lat, 33 – 50–59 lat, 37 – 60–69 lat, 8 – powyżej 70 lat).
Wykształcenie wyższe posiadało 97 senatorów, w tym 5 profesorów oraz 16 doktorów i doktorów habilitowanych.

## Pierwsze posiedzenie
1. posiedzenie Senatu IX kadencji rozpoczęło się 12 listopada 2019. Funkcję marszałka seniora pełniła Barbara Borys-Damięcka, sekretarzami posiedzenia byli senatorowie – Artur Dunin, Aleksander Szwed i Jerzy Wcisła.

## Prezydium Senatu X kadencji
| Senator                                                              | Senator                    | Funkcja                                                                                 | Klub                                                                                    | Czas pełnienia funkcji | Czas pełnienia funkcji |
| Senator                                                              | Senator                    | Funkcja                                                                                 | Klub                                                                                    | Od                     | Do                     |
| -------------------------------------------------------------------- | -------------------------- | --------------------------------------------------------------------------------------- | --------------------------------------------------------------------------------------- | ---------------------- | ---------------------- |
|                                                                      | Barbara Borys-Damięcka     | Marszałek senior                                                                        | KP Koalicja Obywatelska – Platforma Obywatelska, Nowoczesna, Inicjatywa Polska, Zieloni | 12 listopada 2019(dts) | 12 listopada 2019(dts) |
| Marszałek senior przewodniczy obradom Senatu przed wyborem Prezydium |                            |                                                                                         |                                                                                         |                        |                        |
|                                                                      | Tomasz Grodzki             | Marszałek Senatu                                                                        | KP Koalicja Obywatelska – Platforma Obywatelska, Nowoczesna, Inicjatywa Polska, Zieloni | 12 listopada 2019(dts) | 12 listopada 2023(dts) |
| Bogdan Borusewicz                                                    | Wicemarszałek Senatu       | KP Koalicja Obywatelska – Platforma Obywatelska, Nowoczesna, Inicjatywa Polska, Zieloni | 12 listopada 2019(dts)                                                                  | 12 listopada 2023(dts) |                        |
|                                                                      | Michał Kamiński            | Wicemarszałek Senatu                                                                    | KS Koalicja Polska – Polskie Stronnictwo Ludowe                                         | 12 listopada 2019(dts) | 12 listopada 2023(dts) |
|                                                                      | Stanisław Karczewski       | Wicemarszałek Senatu                                                                    | KP Prawo i Sprawiedliwość                                                               | 12 listopada 2019(dts) | 13 maja 2020(dts)      |
|                                                                      | Gabriela Morawska-Stanecka | Wicemarszałek Senatu                                                                    | KP Koalicja Obywatelska – Platforma Obywatelska, Nowoczesna, Inicjatywa Polska, Zieloni | 12 listopada 2019(dts) | 12 listopada 2023(dts) |
|                                                                      | Marek Pęk                  | Wicemarszałek Senatu                                                                    | KP Prawo i Sprawiedliwość                                                               | 13 maja 2020(dts)      | 12 listopada 2023(dts) |

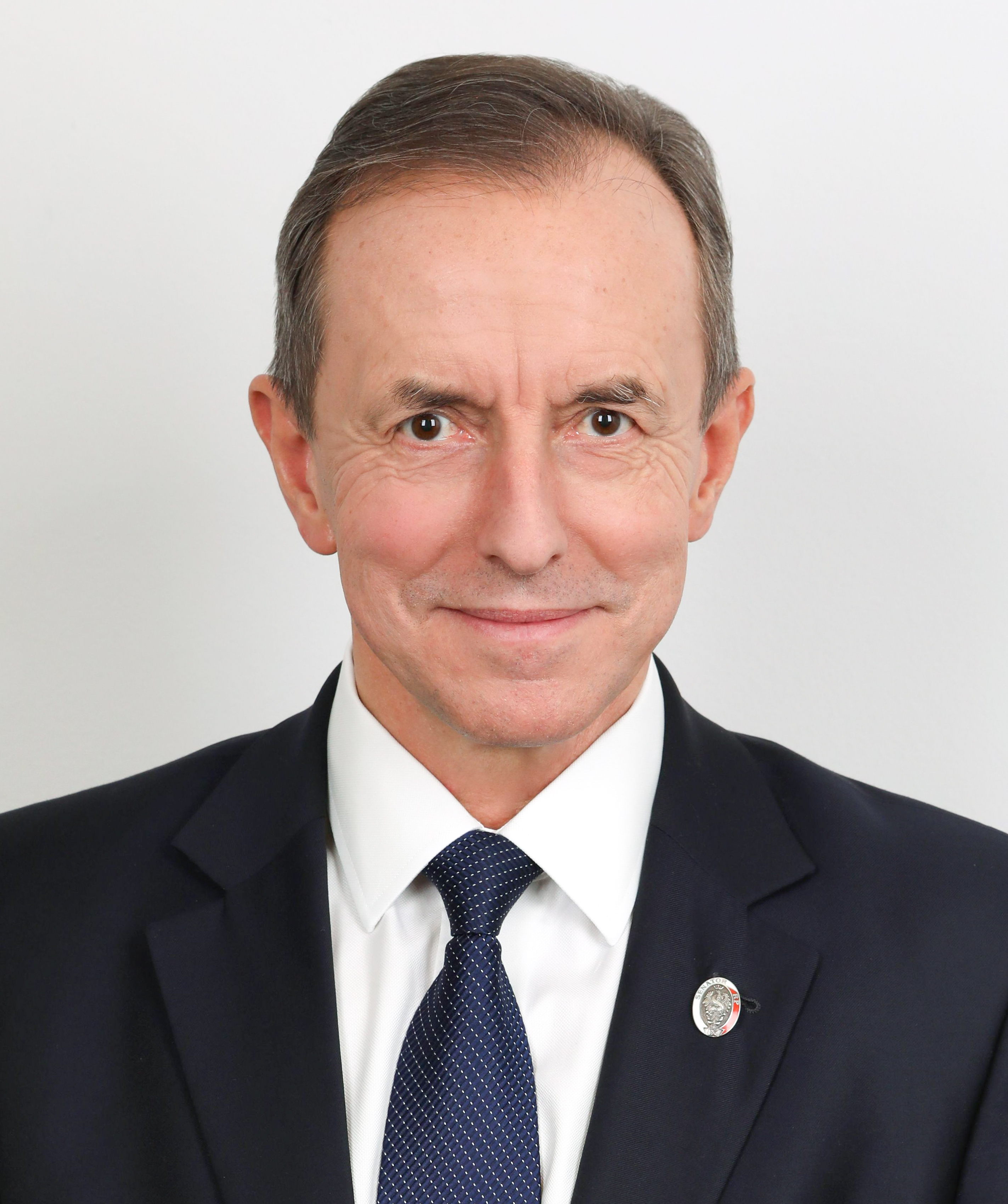
Tomasz Grodzki – marszałek Senatu X kadencji

Ponadto wybrano 8 sekretarzy Senatu: Rafała Ambrozika (PiS), Wiktora Durlaka (PiS), Mariusza Gromkę (PiS), Agnieszkę Gorgoń-Komor (KO), Agnieszkę Kołacz-Leszczyńską (KO), Aleksandra Szweda (PiS), Ryszarda Świlskiego (KO) oraz Jerzego Wcisłę (KO).

## Senatorowie wybrani 13 października 2019
Opracowane na podstawie danych Państwowej Komisji Wyborczej
| Zdjęcie                      |                              | Senator                                   | Komitet wyborczy                           | Okręg                | Największe miasto | Dotychczasowy staż parlamentarny | % głosów |
| ---------------------------- | ---------------------------- | ----------------------------------------- | ------------------------------------------ | -------------------- | --- | --- | -------- |
| Rafał Ambrozik               |                              | Rafał Ambrozik                            | Prawo i Sprawiedliwość                     | 29                   | Tomaszów Mazowiecki | senator IX kadencji (2015-2019) | 53,32    |
| Paweł Arndt                  |                              | Paweł Arndt                               | KKW Koalicja Obywatelska PO.N iPL Zieloni  | 92                   | Gniezno | poseł na Sejm III, V, VI, VII i VIII kadencji (1997-2001, 2005-2019)                                                                       | 41,71    |
| Włodzimierz Bernacki         |                              | Włodzimierz Bernacki                      | Prawo i Sprawiedliwość                     | 34                   | Bochnia | poseł na Sejm VII i VIII kadencji (2011-2019)                                                                                              | 55,61    |
| Halina Bieda                 |                              | Halina Bieda                              | KKW Koalicja Obywatelska PO.N iPL Zieloni  | 71                   | Zabrze | wybrana po raz pierwszy | 57,19    |
| Grzegorz Bierecki            |                              | Grzegorz Bierecki                         | Prawo i Sprawiedliwość                     | 17                   | Biała Podlaska | senator VIII i IX kadencji (2011-2019) | 59,06    |
| Przemysław Błaszczyk         | Przemysław Błaszczyk         | Prawo i Sprawiedliwość                    | 25                                         | Kutno                | senator VII, VIII i IX kadencji (2007-2019) | 57,69 |          |
| Ryszard Bober                |                              | Ryszard Bober                             | Polskie Stronnictwo Ludowe                 | 12                   | Grudziądz | wybrany po raz pierwszy | 39,26    |
|                              |                              | Jacek Bogucki                             | Prawo i Sprawiedliwość                     | 61                   | Bielsk Podlaski | poseł na Sejm V, VI, VII i VIII kadencji (2005-2019)                                                                                       | 56,53    |
| Marek Borowski               |                              | Marek Borowski                            | KKW Koalicja Obywatelska PO.N iPL Zieloni  | 42                   | Warszawa | senator VIII i IX kadencji (2011-2019) poseł na Sejm I, II, III, IV i VI kadencji (1991-2005, 2007-2011)                                   | 64,55    |
| Bogdan Borusewicz            | Bogdan Borusewicz            | KKW Koalicja Obywatelska PO.N iPL Zieloni | 65                                         | Gdańsk               | senator VI, VII, VIII i IX kadencji (2005-2019) poseł na Sejm I, II i III kadencji (1991-2001)                                                 | 70,45 |          |
| Barbara Borys-Damięcka       | Barbara Borys-Damięcka       | KKW Koalicja Obywatelska PO.N iPL Zieloni | 43                                         | Warszawa             | senator VII, VIII i IX kadencji (2007-2019) | 53,08 |          |
| Marcin Bosacki               | Marcin Bosacki               | KKW Koalicja Obywatelska PO.N iPL Zieloni | 91                                         | Poznań               | wybrany po raz pierwszy | 72,02 |          |
| Krzysztof Brejza             | Krzysztof Brejza             | KKW Koalicja Obywatelska PO.N iPL Zieloni | 10                                         | Inowrocław           | poseł na Sejm VI, VII i VIII kadencji (2007-2019)                                                                                              | 45,76 |          |
| Margareta Budner             |                              | Margareta Budner                          | Prawo i Sprawiedliwość                     | 93                   | Konin | senator VI i IX kadencji (2005-2007, 2015-2019)                                                                                            | 59,34    |
| Jacek Bury                   |                              | Jacek Bury                                | KKW Koalicja Obywatelska PO.N iPL Zieloni  | 16                   | Lublin | wybrany po raz pierwszy | 49,63    |
| Jerzy Chróścikowski          |                              | Jerzy Chróścikowski                       | Prawo i Sprawiedliwość                     | 19                   | Zamość | senator IV, VI, VII, VIII i IX kadencji (1997-2001, 2005-2019)                                                                             | 63,01    |
| Alicja Chybicka              |                              | Alicja Chybicka                           | KKW Koalicja Obywatelska PO.N iPL Zieloni  | 7                    | Wrocław | senator VIII kadencji (2011-2015) poseł na Sejm VIII kadencji (2015-2019)                                                                  | 69,21    |
| Leszek Czarnobaj             | Leszek Czarnobaj             | KKW Koalicja Obywatelska PO.N iPL Zieloni | 67                                         | Malbork              | senator VIII i IX kadencji (2011-2019) | 60,92 |          |
| Grzegorz Czelej              |                              | Grzegorz Czelej                           | Prawo i Sprawiedliwość                     | 15                   | Świdnik | senator VII, VIII i IX kadencji (2007-2019)                                                                                                | 60,27    |
| Jerzy Czerwiński             | Jerzy Czerwiński             | Prawo i Sprawiedliwość                    | 51                                         | Nysa                 | senator IX kadencji (2015-2019) poseł na Sejm IV kadencji (2001-2005)                                                                          | 45,54 |          |
| Dorota Czudowska             | Dorota Czudowska             | Prawo i Sprawiedliwość                    | 3                                          | Legnica              | senator IV, VIII i IX kadencji (1997-2001, 2011-2019)                                                                                          | 46,67 |          |
| Wiesław Dobkowski            | Wiesław Dobkowski            | Prawo i Sprawiedliwość                    | 28                                         | Piotrków Trybunalski | senator VII, VIII i IX kadencji (2007-2019) | 55,63 |          |
| Robert Dowhan                |                              | Robert Dowhan                             | KKW Koalicja Obywatelska PO.N iPL Zieloni  | 20                   | Zielona Góra | senator VIII i IX kadencji (2011-2019) | 66,43    |
| Artur Dunin                  | Artur Dunin                  | KKW Koalicja Obywatelska PO.N iPL Zieloni | 23                                         | Łódź                 | poseł na Sejm VI, VII i VIII kadencji (2007-2019)                                                                                              | 67,17 |          |
| Wiktor Durlak                |                              | Wiktor Durlak                             | Prawo i Sprawiedliwość                     | 37                   | Nowy Sącz | wybrany po raz pierwszy | 60,33    |
| Jerzy Fedorowicz             |                              | Jerzy Fedorowicz                          | KKW Koalicja Obywatelska PO.N iPL Zieloni  | 32                   | Kraków | senator IX kadencji (2015-2019) poseł na Sejm V, VI i VII kadencji (2005-2015)                                                             | 59,55    |
| Zygmunt Frankiewicz          | Zygmunt Frankiewicz          | KKW Koalicja Obywatelska PO.N iPL Zieloni | 70                                         | Gliwice              | wybrany po raz pierwszy | 61,09 |          |
|                              |                              | Ewa Gawęda                                | Prawo i Sprawiedliwość                     | 72                   | Jastrzębie-Zdrój | wybrana po raz pierwszy | 54,05    |
| Stanisław Gawłowski          |                              | Stanisław Gawłowski                       | KWW Demokracja Obywatelska                 | 100                  | Koszalin | poseł na Sejm V, VI, VII i VIII kadencji (2005-2019)                                                                                       | 33,67    |
| Beniamin Godyla              |                              | Beniamin Godyla                           | KKW Koalicja Obywatelska PO.N iPL Zieloni  | 53                   | Kędzierzyn-Koźle | wybrany po raz pierwszy | 40,63    |
| Stanisław Gogacz             |                              | Stanisław Gogacz                          | Prawo i Sprawiedliwość                     | 14                   | Puławy | senator IV, VII, VIII i IX kadencji (1997-2001, 2007-2019)                                                                                 | 62,27    |
| Mieczysław Golba             | Mieczysław Golba             | Prawo i Sprawiedliwość                    | 58                                         | Przemyśl             | senator IX kadencji (2015-2019) poseł na Sejm V, VI i VII kadencji (2005-2015)                                                                 | 64,75 |          |
| Agnieszka Gorgoń-Komor       |                              | Agnieszka Gorgoń-Komor                    | KKW Koalicja Obywatelska PO.N iPL Zieloni  | 78                   | Bielsko-Biała | wybrana po raz pierwszy | 51,09    |
| Tomasz Grodzki               | Tomasz Grodzki               | KKW Koalicja Obywatelska PO.N iPL Zieloni | 97                                         | Szczecin             | senator IX kadencji (2015-2019) | 65,57 |          |
| Janusz Gromek                | Janusz Gromek                | KKW Koalicja Obywatelska PO.N iPL Zieloni | 99                                         | Kołobrzeg            | wybrany po raz pierwszy | 43,45 |          |
| Mariusz Gromko               |                              | Mariusz Gromko                            | Prawo i Sprawiedliwość                     | 60                   | Białystok | wybrany po raz pierwszy | 43,90    |
| Jan Hamerski                 | Jan Hamerski                 | Prawo i Sprawiedliwość                    | 36                                         | Nowy Targ            | senator IX kadencji (2015-2019) | 65,35 |          |
| Jolanta Hibner               |                              | Jolanta Hibner                            | KKW Koalicja Obywatelska PO.N iPL Zieloni  | 40                   | Legionowo | poseł na Sejm V, VI i VIII kadencji (2005-2009, 2015-2019) poseł do Parlamentu Europejskiego VII kadencji (2009-2014)                      | 51,52    |
| Jan Jackowski                |                              | Jan Jackowski                             | Prawo i Sprawiedliwość                     | 39                   | Ciechanów | senator VIII i IX kadencji (2011-2019) poseł na Sejm III kadencji (1997-2001)                                                              | 58,02    |
| Danuta Jazłowiecka           |                              | Danuta Jazłowiecka                        | KKW Koalicja Obywatelska PO.N iPL Zieloni  | 52                   | Opole | poseł na Sejm V i VI kadencji (2005-2009) poseł do Parlamentu Europejskiego VII i VIII kadencji (2009-2019)                                | 54,54    |
| Michał Kamiński              |                              | Michał Kamiński                           | Polskie Stronnictwo Ludowe                 | 41                   | Pruszków | poseł na Sejm III, IV i VIII kadencji (1997-2004, 2015-2019) poseł do Parlamentu Europejskiego V, VI i VII kadencji (2004-2007, 2009-2014) | 58,56    |
| Stanisław Karczewski         |                              | Stanisław Karczewski                      | Prawo i Sprawiedliwość                     | 49                   | Kozienice | senator VI, VII, VIII i IX kadencji (2005-2019)                                                                                            | 63,10    |
| Kazimierz Kleina             |                              | Kazimierz Kleina                          | KKW Koalicja Obywatelska PO.N iPL Zieloni  | 62                   | Słupsk | senator IV, VII, VIII i IX kadencji (1997-2001, 2007-2019) poseł na Sejm V kadencji (2005-2007)                                            | 60,02    |
| Bogdan Klich                 | Bogdan Klich                 | KKW Koalicja Obywatelska PO.N iPL Zieloni | 33                                         | Kraków               | senator VIII i IX kadencji (2011-2019) poseł na Sejm IV kadencji (2001-2004) poseł do Parlamentu Europejskiego VI kadencji (2004-2007)         | 54,66 |          |
| Andrzej Kobiak               | Andrzej Kobiak               | KKW Koalicja Obywatelska PO.N iPL Zieloni | 9                                          | Bydgoszcz            | senator VIII i IX kadencji (2011-2019) | 52,66 |          |
| Maria Koc                    |                              | Maria Koc                                 | Prawo i Sprawiedliwość                     | 47                   | Mińsk Mazowiecki | senator VIII i IX kadencji (2014-2019) | 62,00    |
| Magdalena Kochan             |                              | Magdalena Kochan                          | KKW Koalicja Obywatelska PO.N iPL Zieloni  | 98                   | Stargard | poseł na Sejm V, VI, VII i VIII kadencji (2005-2019)                                                                                       | 58,29    |
| Agnieszka Kołacz-Leszczyńska | Agnieszka Kołacz-Leszczyńska | KKW Koalicja Obywatelska PO.N iPL Zieloni | 4                                          | Wałbrzych            | poseł na Sejm VII i VIII kadencji (2011-2019)                                                                                                  | 49,85 |          |
| Władysław Komarnicki         | Władysław Komarnicki         | KKW Koalicja Obywatelska PO.N iPL Zieloni | 21                                         | Gorzów Wielkopolski  | senator IX kadencji (2015-2019) | 42,22 |          |
| Marek Komorowski             |                              | Marek Komorowski                          | Prawo i Sprawiedliwość                     | 59                   | Suwałki | wybrany po raz pierwszy | 58,17    |
| Wojciech Konieczny           |                              | Wojciech Konieczny                        | Sojusz Lewicy Demokratycznej               | 69                   | Częstochowa | wybrany po raz pierwszy | 43,75    |
| Tadeusz Kopeć                |                              | Tadeusz Kopeć                             | Prawo i Sprawiedliwość                     | 79                   | Cieszyn | senator VIII i IX kadencji (2011-2019) poseł na Sejm V i VI kadencji (2005-2011)                                                           | 49,16    |
| Małgorzata Kopiczko          | Małgorzata Kopiczko          | Prawo i Sprawiedliwość                    | 87                                         | Ełk                  | senator IX kadencji (2015-2019) | 42,05 |          |
| Waldemar Kraska              | Waldemar Kraska              | Prawo i Sprawiedliwość                    | 48                                         | Siedlce              | senator VI, VII, VIII i IX kadencji (2005-2019)                                                                                                | 61,49 |          |
| Krzysztof Kwiatkowski        |                              | Krzysztof Kwiatkowski                     | KWW Krzysztofa Kwiatkowskiego              | 24                   | Łódź | senator VII kadencji (2007-2011) poseł na Sejm VII kadencji (2011-2013)                                                                    | 38,09    |
| Stanisław Lamczyk            |                              | Stanisław Lamczyk                         | KKW Koalicja Obywatelska PO.N iPL Zieloni  | 63                   | Chojnice | poseł na Sejm V, VI, VII i VIII kadencji (2005-2019)                                                                                       | 46,81    |
| Jan Libicki                  |                              | Jan Libicki                               | Polskie Stronnictwo Ludowe                 | 89                   | Szamotuły | senator VIII i IX kadencji (2011-2019) poseł na Sejm V i VI kadencji (2005-2007, 2008-2011)                                                | 63,04    |
| Maciej Łuczak                |                              | Maciej Łuczak                             | Prawo i Sprawiedliwość                     | 26                   | Pabianice | senator IX kadencji (2015-2019) | 41,82    |
| Józef Łyczak                 | Józef Łyczak                 | Prawo i Sprawiedliwość                    | 13                                         | Włocławek            | senator VI i IX kadencji (2005-2007, 2015-2019)                                                                                                | 40,16 |          |
| Ryszard Majer                | Ryszard Majer                | Prawo i Sprawiedliwość                    | 68                                         | Myszków              | senator IX kadencji (2015-2019) | 48,26 |          |
| Beata Małecka-Libera         |                              | Beata Małecka-Libera                      | KKW Koalicja Obywatelska PO.N iPL Zieloni  | 76                   | Dąbrowa Górnicza | poseł na Sejm V, VI, VII i VIII kadencji (2005-2019)                                                                                       | 43,14    |
| Robert Mamątow               |                              | Robert Mamątow                            | Prawo i Sprawiedliwość                     | 46                   | Ostrołęka | senator VIII i IX kadencji (2011-2019) | 61,53    |
| Marek Martynowski            | Marek Martynowski            | Prawo i Sprawiedliwość                    | 38                                         | Płock                | senator VIII i IX kadencji (2011-2019) | 52,41 |          |
| Ewa Matecka                  |                              | Ewa Matecka                               | KKW Koalicja Obywatelska PO.N iPL Zieloni  | 95                   | Ostrów Wielkopolski | wybrana po raz pierwszy | 50,73    |
| Antoni Mężydło               | Antoni Mężydło               | KKW Koalicja Obywatelska PO.N iPL Zieloni | 11                                         | Toruń                | poseł na Sejm IV, V, VI, VII i VIII kadencji (2001-2019)                                                                                       | 60,90 |          |
| Gabriela Morawska-Stanecka   |                              | Gabriela Morawska-Stanecka                | Sojusz Lewicy Demokratycznej               | 75                   | Tychy | wybrana po raz pierwszy | 50,93    |
| Krzysztof Mróz               |                              | Krzysztof Mróz                            | Prawo i Sprawiedliwość                     | 2                    | Jelenia Góra | senator IX kadencji (2015-2019) | 39,68    |
| Bogusława Orzechowska        | Bogusława Orzechowska        | Prawo i Sprawiedliwość                    | 85                                         | Ostróda              | senator IX kadencji (2015-2019) | 41,98 |          |
|                              | Stanisław Ożóg               | Prawo i Sprawiedliwość                    | 56                                         | Rzeszów              | poseł na Sejm V, VI i VII kadencji (2005-2014) poseł do Parlamentu Europejskiego VIII kadencji (2014-2019)                                     | 56,85 |          |
| Andrzej Pająk                | Andrzej Pająk                | Prawo i Sprawiedliwość                    | 30                                         | Oświęcim             | senator VIII i IX kadencji (2011-2019) poseł na Sejm VI kadencji (2011)                                                                        | 57,90 |          |
| Janusz Pęcherz               |                              | Janusz Pęcherz                            | KKW Koalicja Obywatelska PO.N iPL Zieloni  | 96                   | Kalisz | wybrany po raz pierwszy | 50,55    |
| Marek Pęk                    |                              | Marek Pęk                                 | Prawo i Sprawiedliwość                     | 31                   | Olkusz | senator IX kadencji (2015-2019) | 57,35    |
| Wojciech Piecha              | Wojciech Piecha              | Prawo i Sprawiedliwość                    | 73                                         | Rybnik               | senator IX kadencji (2015-2019) | 46,18 |          |
| Marek Plura                  |                              | Marek Plura                               | KKW Koalicja Obywatelska PO.N iPL Zieloni  | 80                   | Katowice | poseł na Sejm VI i VII kadencji (2007-2014) poseł do Parlamentu Europejskiego VIII kadencji (2014-2019)                                    | 62,15    |
| Aleksander Pociej            | Aleksander Pociej            | KKW Koalicja Obywatelska PO.N iPL Zieloni | 45                                         | Warszawa             | senator VIII i IX kadencji (2011-2019) | 67,06 |          |
| Zdzisław Pupa                |                              | Zdzisław Pupa                             | Prawo i Sprawiedliwość                     | 55                   | Mielec | senator VII, VIII i IX kadencji (2007-2011, 2013-2019) poseł na Sejm III kadencji (1997-2001)                                              | 73,12    |
| Jadwiga Rotnicka             |                              | Jadwiga Rotnicka                          | KKW Koalicja Obywatelska PO.N iPL Zieloni  | 90                   | Swarzędz | senator VII, VIII i IX kadencji (2007-2019)                                                                                                | 69,41    |
| Jarosław Rusiecki            |                              | Jarosław Rusiecki                         | Prawo i Sprawiedliwość                     | 82                   | Ostrowiec Świętokrzyski | senator VIII i IX kadencji (2014-2019) poseł na Sejm V, VI i VII kadencji (2005-2014)                                                      | 49,30    |
| Sławomir Rybicki             |                              | Sławomir Rybicki                          | KKW Koalicja Obywatelska PO.N iPL Zieloni  | 64                   | Gdynia | senator IX kadencji (2015-2019) poseł na Sejm IV, V, VI i VII kadencji (2001-2012)                                                         | 60,95    |
| Janina Sagatowska            |                              | Janina Sagatowska                         | Prawo i Sprawiedliwość                     | 54                   | Stalowa Wola | senator IV, V, VIII i IX kadencji (1997-2005, 2011-2019)                                                                                   | 63,15    |
| Joanna Sekuła                |                              | Joanna Sekuła                             | KKW Koalicja Obywatelska PO.N iPL Zieloni  | 77                   | Sosnowiec | wybrana po raz pierwszy | 59,60    |
| Michał Seweryński            |                              | Michał Seweryński                         | Prawo i Sprawiedliwość                     | 27                   | Zduńska Wola | senator VIII i IX kadencji (2011-2019) | 52,20    |
| Wojciech Skurkiewicz         | Wojciech Skurkiewicz         | Prawo i Sprawiedliwość                    | 50                                         | Radom                | senator VII i VIII kadencji (2007-2015) poseł na Sejm VIII kadencji (2015-2019)                                                                | 57,45 |          |
| Krzysztof Słoń               | Krzysztof Słoń               | Prawo i Sprawiedliwość                    | 83                                         | Kielce               | senator VIII i IX kadencji (2011-2019) | 49,33 |          |
| Lidia Staroń                 |                              | Lidia Staroń                              | KWW Lidia Staroń – Zawsze po stronie ludzi | 86                   | Olsztyn | senator IX kadencji (2015-2019) poseł na Sejm V, VI i VII kadencji (2005-2015)                                                             | 59,46    |
| Adam Szejnfeld               |                              | Adam Szejnfeld                            | KKW Koalicja Obywatelska PO.N iPL Zieloni  | 88                   | Piła | poseł na Sejm III, IV, V, VI i VII kadencji (1997-2014) poseł do Parlamentu Europejskiego VIII kadencji (2014-2019)                        | 43,64    |
| Aleksander Szwed             |                              | Aleksander Szwed                          | Prawo i Sprawiedliwość                     | 5                    | Dzierżoniów | senator IX kadencji (2015-2019) | 43,45    |
| Rafał Ślusarz                | Rafał Ślusarz                | Prawo i Sprawiedliwość                    | 1                                          | Bolesławiec          | senator VI i IX kadencji (2005-2007, 2015-2019)                                                                                                | 38,53 |          |
| Ryszard Świlski              |                              | Ryszard Świlski                           | KKW Koalicja Obywatelska PO.N iPL Zieloni  | 66                   | Tczew | wybrany po raz pierwszy | 57,30    |
| Dorota Tobiszowska           |                              | Dorota Tobiszowska                        | Prawo i Sprawiedliwość                     | 74                   | Ruda Śląska | wybrana po raz pierwszy | 38,35    |
| Wadim Tyszkiewicz            |                              | Wadim Tyszkiewicz                         | KWW Wadim Tyszkiewicz                      | 22                   | Nowa Sól | wybrany po raz pierwszy | 51,90    |
| Kazimierz Ujazdowski         |                              | Kazimierz Ujazdowski                      | KKW Koalicja Obywatelska PO.N iPL Zieloni  | 44                   | Warszawa | poseł na Sejm I, III, IV, V, VI i VII kadencji (1991-1993, 1997-2014) poseł do Parlamentu Europejskiego VIII kadencji (2014-2019)          | 55,25    |
| Jerzy Wcisła                 | Jerzy Wcisła                 | KKW Koalicja Obywatelska PO.N iPL Zieloni | 84                                         | Elbląg               | senator IX kadencji (2015-2019) | 44,62 |          |
| Kazimierz Wiatr              |                              | Kazimierz Wiatr                           | Prawo i Sprawiedliwość                     | 35                   | Tarnów | senator VI, VII, VIII i IX kadencji (2005-2019)                                                                                            | 58,32    |
| Jacek Włosowicz              | Jacek Włosowicz              | Prawo i Sprawiedliwość                    | 81                                         | Końskie              | senator VI i IX kadencji (2005-2007, 2015-2019) poseł do Parlamentu Europejskiego VII kadencji (2009-2014)                                     | 64,09 |          |
| Alicja Zając                 | Alicja Zając                 | Prawo i Sprawiedliwość                    | 57                                         | Krosno               | senator VII, VIII i IX kadencji (2010-2019) | 65,49 |          |
| Józef Zając                  | Józef Zając                  | Prawo i Sprawiedliwość                    | 18                                         | Chełm                | senator VIII i IX kadencji (2011-2019) | 60,72 |          |
| Barbara Zdrojewska           |                              | Barbara Zdrojewska                        | KKW Koalicja Obywatelska PO.N iPL Zieloni  | 8                    | Wrocław | senator IX kadencji (2015-2019) | 65,64    |
| Bogdan Zdrojewski            | Bogdan Zdrojewski            | KKW Koalicja Obywatelska PO.N iPL Zieloni | 6                                          | Oleśnica             | senator IV kadencji (1997-2000) poseł na Sejm IV, V, VI i VII kadencji (2001-2014) poseł do Parlamentu Europejskiego VIII kadencji (2014-2019) | 45,45 |          |
| Wojciech Ziemniak            | Wojciech Ziemniak            | KKW Koalicja Obywatelska PO.N iPL Zieloni | 94                                         | Leszno               | poseł na Sejm V, VI, VII i VIII kadencji (2005-2019)                                                                                           | 51,35 |          |

### Senatorowie, których mandat wygasł w trakcie kadencji (2 senatorów)
| Senator                | Senator             | Data wygaśnięcia mandatu     | Przyczyna | Następca                     |
| ---------------------- | ------------------- | ---------------------------- | --------- | ---------------------------- |
|                        | Marek Plura         | 20 stycznia 2023(dts)        | śmierć    | mandat pozostał nieobsadzony |
| Barbara Borys-Damięcka | 9 czerwca 2023(dts) | mandat pozostał nieobsadzony | śmierć    |                              |

## Przynależność klubowa

### Stan na koniec kadencji
Senatorowie X kadencji zrzeszeni byli w następujących klubach i kołach:
- Klub Parlamentarny Prawo i Sprawiedliwość – 45 senatorów,
- Klub Parlamentarny Koalicja Obywatelska – Platforma Obywatelska, Nowoczesna, Inicjatywa Polska, Zieloni – 40 senatorów,
- Koło Senatorów Koalicja Polska – Polskie Stronnictwo Ludowe[h] – 4 senatorów,
- Koło Senatorów Niezależnych – 3 senatorów,
- Klub Parlamentarny Lewicy (Nowa Lewica, Razem) – 1 senator,
- Koło Parlamentarne Polska 2050 – 1 senator.

Ponadto 4 senatorów było niezrzeszonych, 2 mandaty pozostały nieobsadzone. W trakcie kadencji istniało Koło Parlamentarne Porozumienie oraz Koło Parlamentarne Lewicy Demokratycznej.
| Klub Parlamentarny Prawo i Sprawiedliwość | Klub Parlamentarny Prawo i Sprawiedliwość | Klub Parlamentarny Prawo i Sprawiedliwość | Klub Parlamentarny Prawo i Sprawiedliwość |
| --- | --- | --- | --- |
| | | | |
| - Rafał Ambrozik - Włodzimierz Bernacki - Grzegorz Bierecki - Przemysław Błaszczyk - Jacek Bogucki - Margareta Budner - Jerzy Chróścikowski - Grzegorz Czelej - Jerzy Czerwiński - Dorota Czudowska - Wiesław Dobkowski - Wiktor Durlak | - Stanisław Gogacz - Mieczysław Golba - Mariusz Gromko - Jan Hamerski - Stanisław Karczewski - Maria Koc - Marek Komorowski - Tadeusz Kopeć - Małgorzata Kopiczko - Waldemar Kraska - Maciej Łuczak | - Józef Łyczak - Ryszard Majer - Robert Mamątow - Marek Martynowski - Krzysztof Mróz - Bogusława Orzechowska - Stanisław Ożóg - Andrzej Pająk - Marek Pęk - Wojciech Piecha - Zdzisław Pupa                       | - Jarosław Rusiecki - Janina Sagatowska - Michał Seweryński - Wojciech Skurkiewicz - Krzysztof Słoń - Aleksander Szwed - Rafał Ślusarz - Dorota Tobiszowska - Kazimierz Wiatr - Jacek Włosowicz - Alicja Zając |
| Klub Parlamentarny Koalicja Obywatelska – Platforma Obywatelska, Nowoczesna, Inicjatywa Polska, Zieloni | | | |
| | | | |
| - Paweł Arndt - Halina Bieda - Marek Borowski - Bogdan Borusewicz - Marcin Bosacki - Krzysztof Brejza - Alicja Chybicka - Leszek Czarnobaj - Robert Dowhan - Artur Dunin                                                                | - Jerzy Fedorowicz - Zygmunt Frankiewicz - Beniamin Godyla - Agnieszka Gorgoń-Komor - Tomasz Grodzki - Janusz Gromek - Jolanta Hibner - Danuta Jazłowiecka - Kazimierz Kleina - Bogdan Klich        | - Andrzej Kobiak - Magdalena Kochan - Agnieszka Kołacz-Leszczyńska - Władysław Komarnicki - Stanisław Lamczyk - Beata Małecka-Libera - Ewa Matecka - Antoni Mężydło - Gabriela Morawska-Stanecka - Janusz Pęcherz | - Aleksander Pociej - Jadwiga Rotnicka - Sławomir Rybicki - Joanna Sekuła - Adam Szejnfeld - Ryszard Świlski - Jerzy Wcisła - Barbara Zdrojewska - Bogdan Zdrojewski - Wojciech Ziemniak                       |
| Koło Senatorów Koalicja Polska – Polskie Stronnictwo Ludowe | | | |
| | | | |
| - Ryszard Bober | - Michał Kamiński | - Jan Libicki | - Kazimierz Ujazdowski |
| Koło Senatorów Niezależnych | | | |
| | | | |
| - Krzysztof Kwiatkowski | - Lidia Staroń | - Wadim Tyszkiewicz | |
| Koalicyjny Klub Parlamentarny Lewicy (Nowa Lewica, Razem) | | | |
| | | | |
| - Wojciech Konieczny | | | |
| Koło Parlamentarne Polska 2050 | | | |
| | | | |
| - Jacek Bury | | | |
| Senatorowie niezrzeszeni | | | |
| | | | |
| - Stanisław Gawłowski | - Ewa Gawęda | - Jan Jackowski | - Józef Zając |

### Zmiany liczebności klubów i kół w czasie kadencji
|            | Klub lub koło | Klub lub koło | Klub lub koło | Klub lub koło | Klub lub koło | Klub lub koło | Klub lub koło | Klub lub koło | Niez. | Razem |
| PiS        | KO            | KP-PSL        | Lewica        | KSN           | PL2050        | PJG           | KPLD          |               | Niez. | Razem |
| ---------- | ------------- | ------------- | ------------- | ------------- | ------------- | ------------- | ------------- | ------------- | ----- | ----- |
|            |               |               |               |               |               |               |               |               |       | Razem |
| 12-11-2019 | 48            | 43            | 3             | 2             | –             | –             | –             | –             | 4     | 100   |
| 14-11-2019 | 48            | 43            | 3             | 2             | 3             | –             | –             | –             | 1     | 100   |
| 18-01-2021 | 48            | 42            | 3             | 2             | 3             | –             | –             | –             | 2     | 100   |
| 01-03-2021 | 48            | 42            | 3             | 2             | 3             | 1             | –             | –             | 1     | 100   |
| 22-06-2021 | 48            | 41            | 4             | 2             | 3             | 1             | –             | –             | 1     | 100   |
| 13-08-2021 | 47            | 41            | 4             | 2             | 3             | 1             | 1             | –             | 1     | 100   |
| 14-12-2021 | 47            | 41            | 4             | –             | 3             | 1             | 1             | 2             | 1     | 100   |
| 22-02-2022 | 46            | 41            | 4             | –             | 3             | 1             | 1             | 2             | 2     | 100   |
| 21-01-2023 | 46            | 40            | 4             | –             | 3             | 1             | 1             | 2             | 2     | 99    |
| 06-02-2023 | 46            | 40            | 4             | –             | 3             | 1             | 1             | 1             | 3     | 99    |
| 08-03-2023 | 46            | 40            | 4             | 1             | 3             | 1             | 1             | 1             | 2     | 99    |
| 09-06-2023 | 46            | 39            | 4             | 1             | 3             | 1             | 1             | 1             | 2     | 98    |
| 20-07-2023 | 46            | 39            | 4             | 1             | 3             | 1             | –             | 1             | 3     | 98    |
| 16-08-2023 | 46            | 40            | 4             | 1             | 3             | 1             | –             | –             | 3     | 98    |
| 31-10-2023 | 45            | 40            | 4             | 1             | 3             | 1             | –             | –             | 3     | 98    |

## Przewodniczący komisji
| Komisja | Data wyboru       | Przewodniczący komisji  | Przewodniczący komisji             |
| --- | ----------------- | ----------------------- | ---------------------------------- |
| Komisja Budżetu i Finansów Publicznych | 13 listopada 2019 |                         | Kazimierz Kleina (KO)              |
| Komisja Gospodarki Narodowej i Innowacyjności | 13 listopada 2019 |                         | Marek Pęk (PiS)                    |
| Komisja Gospodarki Narodowej i Innowacyjności | 1 czerwca 2020    |                         | wakat                              |
| Komisja Gospodarki Narodowej i Innowacyjności | 19 czerwca 2020   |                         | Maria Koc (PiS)                    |
| Komisja Infrastruktury | 13 listopada 2019 | Jan Hamerski (PiS)      |                                    |
| Komisja Kultury i Środków Przekazu | 13 listopada 2019 |                         | Barbara Zdrojewska (KO)            |
| Komisja Nadzwyczajna do spraw Klimatu | 12 sierpnia 2020  |                         | Stanisław Gawłowski (niezrzeszony) |
| Komisja Nadzwyczajna do spraw wyjaśnienia przypadków nielegalnej inwigilacji, ich wpływu na proces wyborczy w Rzeczypospolitej Polskiej oraz reformy służb specjalnych | 12 stycznia 2022  |                         | Marcin Bosacki (KO)                |
| Komisja Nauki, Edukacji i Sportu | 13 listopada 2019 |                         | Kazimierz Wiatr (PiS)              |
| Komisja Obrony Narodowej | 13 listopada 2019 | Jarosław Rusiecki (PiS) |                                    |
| Komisja Praw Człowieka, Praworządności i Petycji | 13 listopada 2019 |                         | Aleksander Pociej (KO)             |
| Komisja Regulaminowa, Etyki i Spraw Senatorskich | 13 listopada 2019 | Sławomir Rybicki (KO)   |                                    |
| Komisja Rodziny, Polityki Senioralnej i Społecznej | 13 listopada 2019 |                         | Jan Libicki (PSL)                  |
| Komisja Rolnictwa i Rozwoju Wsi | 13 listopada 2019 |                         | Jerzy Chróścikowski (PiS)          |
| Komisja Samorządu Terytorialnego i Administracji Państwowej | 13 listopada 2019 |                         | Zygmunt Frankiewicz (KO)           |
| Komisja Spraw Emigracji i Łączności z Polakami za Granicą | 13 listopada 2019 |                         | Kazimierz Ujazdowski (PSL)         |
| Komisja Spraw Zagranicznych i Unii Europejskiej | 13 listopada 2019 |                         | Bogdan Klich (KO)                  |
| Komisja Środowiska | 13 listopada 2019 |                         | Zdzisław Pupa (PiS)                |
| Komisja Ustawodawcza | 13 listopada 2019 |                         | Krzysztof Kwiatkowski (KSN)        |
| Komisja Zdrowia | 13 listopada 2019 |                         | Beata Małecka-Libera (KO)          |

5 senatorów pełniło tę samą funkcję w Senacie IX kadencji: Jerzy Chróścikowski, Zdzisław Pupa, Jarosław Rusiecki, Sławomir Rybicki oraz Kazimierz Wiatr.

## Zmiany w składzie
- 12 listopada 2019
  - Tomasz Grodzki został wybrany na marszałka Senatu.
  - Bogdan Borusewicz został wybrany na wicemarszałka Senatu.
  - Stanisław Karczewski został wybrany na wicemarszałka Senatu.
  - Michał Kamiński został wybrany na wicemarszałka Senatu.
  - Gabriela Morawska-Stanecka została wybrana na wicemarszałka Senatu.
- 10 grudnia 2019
  - Klub Parlamentarny Koalicja Polska – Polskie Stronnictwo Ludowe – Kukiz’15 zmieniło nazwę na Koło Senatorów Koalicja Polska – Polskie Stronnictwo Ludowe.
- 13 maja 2020
  - Stanisław Karczewski został odwołany z funkcji wicemarszałka Senatu.
  - Marek Pęk został wybrany na wicemarszałka Senatu.
- 18 stycznia 2021
  - Jacek Bury wystąpił z KP Koalicja Obywatelska i został senatorem niezrzeszonym.
- 1 marca 2021
  - Powstało Koło parlamentarne Polska 2050. W jego skład wszedł senator Jacek Bury.
- 22 czerwca 2021
  - Kazimierz Michał Ujazdowski wystąpił z KP Koalicja Obywatelska i wstąpił do KS PSL-Koalicja Polska.
- 13 sierpnia 2021
  - Józef Zając wystąpił z KP Prawo i Sprawiedliwość.
  - Powstało KP Porozumienie Jarosława Gowina. W jego skład wszedł Józef Zając.
- 14 grudnia 2021
  - Wojciech Konieczny oraz Gabriela Morawska-Stanecka wystąpili z KKP Lewicy.
  - Powstało Koło parlamentarne Polskiej Partii Socjalistycznej. W jego skład weszli senatorowie Wojciech Konieczny oraz Gabriela Morawska-Stanecka.
- 22 lutego 2022
  - Jan Maria Jackowski został wykluczony z KP Prawo i Sprawiedliwość i został senatorem niezrzeszonym.
- 21 stycznia 2023
  - Marek Plura zmarł, a jego mandat wygasł.
- 6 lutego 2023
  - Wojciech Konieczny wystąpił z KP Polskiej Partii Socjalistycznej i został senatorem niezrzeszonym.
  - KP Polskiej Partii Socjalistycznej zmieniło nazwę na Koło Parlamentarne Lewicy Demokratycznej.
- 8 marca 2023
  - Wojciech Konieczny ponownie wstąpił do KKP Lewicy.
- 9 czerwca 2023
  - Barbara Borys-Damięcka zmarła, a jej mandat wygasł.
- 20 lipca 2023
  - KP Porozumienie Jarosława Gowina uległo rozwiązaniu, w związku z tym Józef Zając został senatorem niezrzeszonym.
- 16 sierpnia 2023
  - Gabriela Morawska-Stanecka wystąpiła z KP Lewicy Demokratycznej i wstąpiła do KP Koalicja Obywatelska.
- 31 października 2023
  - Ewa Gawęda wystąpiła z KP Prawo i Sprawiedliwość i została senator niezrzeszoną.